# Семенов Валентин Григорович
Валентин Григорович Семенов (10 червня 1930, село Власово, тепер Шатурського району Московської області Російська Федерація) — радянський діяч, новатор виробництва, слюсар, бригадир слюсарів Подольського механічного заводу імені Калініна Московської області. Член ЦК КПРС у 1976—1986 роках. Герой Соціалістичної Праці (20.04.1971). Депутат Верховної ради СРСР 7-го скликання.

## Життєпис
У 1947 році закінчив ремісниче училище.
У 1947—1950 роках — слюсар Подольського механічного заводу імені Калініна Московської області.
У 1950—1953 роках — у Радянській армії.
З жовтня 1953 року — бригадир слюсарів Подольського механічного заводу імені Калініна Московської області.
Член КПРС з 1958 року.
У 1971 році закінчив вечірнє відділення Подольського індустріального технікуму Московської області.
Потім — на пенсії.

## Нагороди і звання
- Герой Соціалістичної Праці (20.04.1971)
- орден Леніна (20.04.1971)
- орден Жовтневої Революції
- орден Трудового Червоного Прапора
- медалі